# Estación de Amorebieta
Amorebieta es una estación de ferrocarril en superficie perteneciente a la línea 1 de Euskotren Trena. Se ubica en el barrio Leginetxe del municipio vizcaíno de Amorebieta. Su tarifa corresponde a la zona 3 del Consorcio de Transportes de Bizkaia.
La estación cuenta con un vestíbulo sobre las vías y dos andenes cubiertos, uno central y otro lateral. La comunicación entre los andenes se hace a través del vestíbulo. La estación está provista de escaleras y ascensores, lo que garantiza su accesibilidad.

## Accesos
- C/ Sabino Arana, 27
- C/ Sabino Arana, 27
- Barrio Santa Luzia Leginetxe, 12A